# لينغابا باسابراجو
لينغابا باسابراجو (بالإنجليزية: L. Basavaraju)‏‏ (5 أغسطس 1919 - 29 يناير 2012 في ميسور) كاتب من الهند.